# Selaginella tuberculata
Selaginella tuberculata är en mosslummerväxtart som beskrevs av Richard Spruce och Bak.. Selaginella tuberculata ingår i släktet mosslumrar, och familjen mosslummerväxter. Inga underarter finns listade i Catalogue of Life.